# Haukur Hauksson
Haukur Heiðar Hauksson, född den 1 september 1991 i Akureyri, är en isländsk fotbollsspelare (försvarare).

## Karriär
Den 24 november 2014 värvades Hauksson av AIK, där han skrev på ett fyraårskontrakt. Hauksson debuterade för AIK den 21 februari 2015 i en 4–0-vinst över Landskrona BoIS i Svenska cupen. Efter säsongen 2018 lämnade han klubben.